# Canton de Fayence
Le canton de Fayence était une division administrative française située dans le département du Var et la région Provence-Alpes-Côte d'Azur. Ce canton a disparu lors du redécoupage administratif de 2014 pour être englobé dans le canton de Roquebrune-sur-Argens qui va jusqu'à la Méditerranée. Il a préfiguré la communauté de communes du Pays de Fayence qui a pris forme en 2006.

## Géographie
Ce canton était organisé autour de Fayence dans l'arrondissement de Draguignan. Son altitude varie de 11 m (Tanneron) à 1 712 m (Mons) pour une altitude moyenne de 451 m.

## Histoire
- De 1833 à 1848, les cantons de Comps et de Fayence avaient le même conseiller général. Le nombre de conseillers généraux était limité à 30 par département[1].

## Représentation

### Conseillers généraux de 1833 à 2015
| Période | Période          | Identité                                                | Étiquette              | Qualité |
| ------- | ---------------- | ------------------------------------------------------- | ---------------------- | --- |
| 1833    | 1839             | Pierre Théodore Gardiol de Seillans (1765-1860)         |                        | Propriétaire, maire de Fayence |
| 1839    | 1848             | Emmanuel Poulle                                         | Majorité ministérielle | Premier Président de la Cour royale d'Aix Député (1831-1848) Propriétaire à Montauroux et aux Salles                                                 |
| 1848    | 1852             | François Rebuffel (1814-1890)                           |                        | Avocat à Draguignan |
| 1852    | 1864             | Henri Joseph Marquis de Villeneuve-Bargemon (1807-1878) |                        | Propriétaire à Tourrettes |
| 1864    | 1870             | Henri Emmanuel Poulle                                   |                        | Premier Président honoraire de la Cour Impériale d'Aix-en-Provence                                                                                   |
| 1870    | 1871             | Antoine Issaurat (1837-?)                               | Républicain            | Notaire - Maire de Montauroux |
| 1871    | 1881 (démission) | Honoré Pastoret (1814-1889)                             | Républicain            | Avocat à Nice Président du Conseil Général |
| 1882    | 1889             | Antoine Issaurat                                        | Républicain            | Notaire - Maire de Montauroux, conseiller d'arrondissement                                                                                           |
| 1889    | 1896 (démission) | Joseph Jourdan                                          | Républicain            | Président du Tribunal civil de Première instance de Grasse Maire de Mons (1872-1878) Président du Conseil Général                                    |
| 1896    | 1907             | François Isnard (1847-?)                                | Rad.                   | Banquier - Conseiller municipal de Draguignan |
| 1907    | 1910 (décès)     | Joseph Jourdan                                          | Rad.                   | Président du Tribunal civil de Toulon |
| 1910    | 1917 (décès)     | Julien Balp                                             |                        | Médecin à Draguignan |
| 1917    | 1919             | siège vacant                                            |                        | |
| 1919    | 1925             | Marius Guillabert                                       | Rad.                   | Fabricant de bouchons à Seillans |
| 1925    | 1937             | Gustave Tallent                                         | RG                     | Agriculteur, maire de Callian Président des syndicats agricoles des Maures et de l'Estérel                                                           |
| 1937    | 1940             | Marius Jean Baptiste Martel                             | Rad.                   | Greffier honoraire Maire de Fayence (1927-1940) Nommé membre de la Commission administrative départementale en 1941                                  |
|         |                  |                                                         |                        | |
| 1943    | 1945             | Eugène Senchon                                          |                        | Président de la délégation spéciale de Montauroux Nommé conseiller départemental en 1943                                                             |
|         |                  |                                                         |                        | |
| 1945    | 1964             | Clément Roux                                            | SFIO                   | Maire de Fayence (1946-1961) |
| 1964    | 1976             | André Demichelis                                        | App. SFIO puis PS      | Maire de Tourettes |
| 1976    | 1982             | Robert Fabre                                            | PS                     | Maire de Fayence (1961-1995) |
| 1982    | 1994             | Jean-Marie Bertrand                                     | RPR                    | Artisan Député (1993-1995) |
| 1994    | 2001             | Alfred Rolland                                          | DVD                    | Maire de Mons (1983-2000) |
| 2001    | 2015             | François Cavallier                                      | DVD puis UMP           | Professeur agrégé de philosophie. Maire de Callian depuis 1995 Vice-Président du Conseil Général Elu en 2015 dans le Canton de Roquebrune-sur-Argens |

### Conseillers d'arrondissement (de 1833 à 1940)
| Période                                  | Période          | Identité                                 | Étiquette                | Qualité |
| ---------------------------------------- | ---------------- | ---------------------------------------- | ------------------------ | --- |
| 1833                                     | 1836             | François Allongue (1765-1845)            |                          | Propriétaire à Tourrettes                                                                                   |
| 1836                                     | 1848             | Pierre Gardiol (1783-1860)               |                          | Notaire à Fayence                                                                                           |
| 1848                                     | 1852             | François-Joseph-Auguste Abbo (1812-1886) |                          | Propriétaire à Fayence                                                                                      |
| 1852                                     | 1867             | Joseph Rossel                            |                          | Professeur à l'Université, notaire, maire de Mons                                                           |
| 1867                                     | 1870             | Louis-Auguste Segond                     |                          | Professeur agrégé à la Faculté de Médecine de Paris, propriétaire, maire de Callian                         |
| 1871                                     | 1881 (démission) | Antoine Issaurat                         | Républicain              | Propriétaire à Montauroux, ancien conseiller général                                                        |
| 1881                                     | 1883             | André-Gustave Guillabert                 |                          | Fabricant de bouchons à Seillans                                                                            |
| 1883                                     | 1895             | François Bar                             | Républicain              | Maire de Seillans                                                                                           |
| 1895                                     | 1933 (décès)     | Jean-Baptiste Roux (?-1933)              | Républicain puis Radical | Propriétaire, maire de Fayence, Président du Conseil d'arrondissement                                       |
| 1934                                     | 1940             | Joseph David                             | SFIO                     | Cultivateur, maire de Saint-Paul-en-Forêt                                                                   |
| 1940                                     |                  |                                          |                          | Les conseils d'arrondissement ont été suspendus par la loi du 12 octobre 1940 et n'ont jamais été réactivés |
| Les données manquantes sont à compléter. |                  |                                          |                          | |

## Composition
Le canton de Fayence groupait 8 communes et comptait 23 397 habitants (recensement de 2010 sans doubles comptes)(chiffres INSEE 2008 en gras).
| Nom                 | Code Insee | Intercommunalité      | Superficie (km2) | Population (dernière pop. légale) | Densité (hab./km2) |
| ------------------- | ---------- | --------------------- | ---------------- | --------------------------------- | ------------------ |
| Fayence (chef-lieu) | 83055      | CC du Pays de Fayence | 27,68            | 5 602 (2014)                      | 202                |
| Callian             | 83029      | CC du Pays de Fayence | 25,42            | 3 310 (2014)                      | 130                |
| Mons                | 83080      | CC du Pays de Fayence | 76,63            | 871 (2014)                        | 11                 |
| Montauroux          | 83081      | CC du Pays de Fayence | 33,54            | 6 218 (2014)                      | 185                |
| Saint-Paul-en-Forêt | 83117      | CC du Pays de Fayence | 20,26            | 1 709 (2014)                      | 84                 |
| Seillans            | 83124      | CC du Pays de Fayence | 88,66            | 2 540 (2014)                      | 29                 |
| Tanneron            | 83133      | CC du Pays de Fayence | 52,78            | 1 524 (2014)                      | 29                 |
| Tourrettes          | 83138      | CC du Pays de Fayence | 33,99            | 2 897 (2014)                      | 85                 |

## Démographie
| 1962  | 1968  | 1975  | 1982   | 1990   | 1999   | 2006   | 2009 |
| ----- | ----- | ----- | ------ | ------ | ------ | ------ | ---- |
| 5 552 | 6 837 | 8 214 | 10 451 | 13 661 | 18 127 | 21 315 | -    |